# Santa Tecla
Santa Tecla je město v departementu La Libertad v Salvadoru, pojmenované po svaté Tekle. Nachází se na jižním úpatí sopky San Salvador v metropolitní oblasti hlavního města země, San Salvadoru. Založeno bylo v roce 1854 pod názvem Nueva San Salvador (Nový San Salvador) po zasažení San Salvadoru zemětřesením. V letech 1855–1859 bylo hlavním městem země. Název Santa Tecla dostalo v roce 2004. V centru města se nachází novogotický kostel zasvěcený Panně Marii Karmelské, jehož výstavba začala krátce po založení města a trvala do roku 1914.

## Partnerská města
- Granada, Nikaragua[2]
- Machala, Ekvádor[3]
- Nesodden, Norsko[4]
- Senica, Slovensko[5]